# Błękitni Stargard
KP Błękitni Stargard (celým názvem Klub Piłkarski Błękitni Stargard) je polský fotbalový klub z města Stargard založený 18. května 1945. Domácím hřištěm je Stadion Miejski w Stargardzie Szczecińskim s kapacitou 6 000 míst. Klubové barvy jsou modrá a bílá.
Hraje[kdy?] v polské třetí lize, která se jmenuje II liga.